# Anima e corpo (film 1931)
Anima e corpo (Body and Soul) è un film del 1931, diretto da Alfred Santell.
Del film venne girata anche una versione in spagnolo dal titolo Cuerpo y alma che, diretta da David Howard, fu interpretata da George J. Lewis e Ana María Custodio.
La sceneggiatura si basa su Big Eyes and Little Mouth, un racconto di White Springs apparso nel 1927 in Nocturne Militaire.

## Produzione
In un periodo in cui erano di moda le storie di guerra, la casa di produzione comprò i diritti del lavoro teatrale per quindicimila dollari; quarantamila dollari furono pagati per le due star, Elissa Landi e Charles Farrell, mentre Santell, il regista, ne prese cinquantamila. Il costo totale del film, che fu prodotto dalla Fox Film Corporation con il titolo di lavorazione Squadrons and Woman and Sin, fu di trecentosettantamila dollari.
Per le riprese, che durarono dal 29 novembre 1930 al 2 gennaio 1931, furono impiegate 714 comparse.

## Distribuzione
Il copyright del film, richiesto dalla Fox Film Corp., fu registrato il 5 febbraio 1931 con il numero LP1988.
Distribuito dalla Fox Film Corporation, il film uscì nelle sale cinematografiche statunitensi il 22 febbraio 1931. Ebbe una distribuzione internazionale, uscendo - tra i tanti paesi - in Finlandia il 26 ottobre 1931 (con il titolo Sielu ja ruumis) e in Portogallo il 23 maggio 1932, intitolato De Corpo e Alma.